# هاسیندا سالانو پارک (آریزونا)
هاسیندا سالانو پارک (به انگلیسی: Hacienda Solano Park) یک منطقهٔ مسکونی در ایالات متحده آمریکا است که در آریزونا واقع شده‌است. هاسیندا سالانو پارک ۳۸۱ متر بالاتر از سطح دریا واقع شده‌است.